# Ronielson da Silva Barbosa
Ronielson da Silva Barbosa (Magalhães Barata, 11 mei 1995) – alias Rony – is een Braziliaans voetballer die doorgaans als aanvaller speelt. Hij verruilde Athletico Paranaense in februari 2020 voor Palmeiras. Rony debuteerde in 2023 in het Braziliaans voetbalelftal.

## Clubcarrière
Rony debuteerde in 2014 in het betaald voetbal bij Remo, dat op dat moment in de Série D speelde. Hij maakte al snel de overstap naar Cruzeiro, maar kwam daarvoor niet in actie. Hij werd in 2016 verhuurd aan Náutico en in januari 2017 definitief overgenomen door Albirex Niigata. Hiermee degradaeerde hij dat jaar uit de J1 League. Rony keerde in 2018 terug naar Brazilië en ging voor Athletico Paranaense spelen. Hiermee won hij in 2018 de Copa Sudamericana en in 2019 zowel het J. League Cup/Copa Sudamericana Championship als de Copa do Brasil. Hij scoorde in beide van de laatstgenoemde finales.
Rony verruilde Athletico Paranaense in februari 2020 voor Palmeiras. Hiermee won hij in zowel 2020 als 2021 de Copa Libertadores en werd hij in 2022 voor het eerst in zijn carrière Braziliaans landskampioen.

## Clubstatistieken
| Seizoen | Club                 | Competitie | Competitie | Competitie | Beker | Beker | Internationaal | Internationaal | Totaal | Totaal |
| Seizoen | Club                 | Competitie | Wed.       | Dlp.       | Wed.  | Dlp.  | Wed.           | Dlp.           | Wed.   | Dlp.   |
| ------- | -------------------- | ---------- | ---------- | ---------- | ----- | ----- | -------------- | -------------- | ------ | ------ |
| 2014    | Remo                 | Série D    | 10         | 1          | 0     | 0     | —              | —              | 10     | 1      |
| 2015    | Remo                 | Série D    | 0          | 0          | 2     | 0     | —              | —              | 2      | 0      |
| 2016    | Cruzeiro             | Série A    | —          | —          | —     | —     | —              | —              | 0      | 0      |
| 2016    | → Náutico            | Série B    | 35         | 11         | 2     | 0     | —              | —              | 37     | 11     |
| 2017    | Albirex Niigata      | J1 League  | 32         | 7          | 2     | 0     | —              | —              | 34     | 7      |
| 2018    | Athletico Paranaense | Série A    | 15         | 3          | 0     | 0     | 8              | 1              | 23     | 4      |
| 2019    | Athletico Paranaense | Série A    | 30         | 6          | 8     | 2     | 8              | 0              | 46     | 8      |
| 2020    | Palmeiras            | Série A    | 23         | 5          | 7     | 1     | 11             | 5              | 41     | 11     |
| 2021    | Palmeiras            | Série A    | 25         | 4          | 2     | 0     | 10             | 6              | 37     | 10     |
| 2022    | Palmeiras            | Série A    | 33         | 12         | 3     | 0     | 10             | 7              | 46     | 19     |
| 2023    | Palmeiras            | Série A    | 12         | 2          | 4     | 0     | 4              | 2              | 20     | 4      |
| Totaal  | Totaal               | Totaal     | 215        | 51         | 30    | 3     | 51             | 21             | 296    | 75     |

Bijgewerkt t/m 22 juli 2023

## Interlandcarrière
Rony debuteerde op 25 maart 2023 in het Braziliaans voetbalelftal. Bondscoach Ramon Menezes gaf hem toen een basisplaats in een met 2–1 verloren oefeninterland in en tegen Marokko.

## Erelijst
| Competitie                                   |                      |                      |                      |                      |
| Competitie                                   | Aantal               | Jaren                |                      |                      |
| Athletico Paranaense                         | Athletico Paranaense | Athletico Paranaense | Athletico Paranaense | Athletico Paranaense |
| -------------------------------------------- | -------------------- | -------------------- | -------------------- | -------------------- |
| Copa Sudamericana                            | 1x                   | 2018                 |                      |                      |
| Copa do Brasil                               | 1x                   | 2019                 |                      |                      |
| J. League Cup/Copa Sudamericana Championship | 1x                   | 2019                 |                      |                      |
| Palmeiras                                    |                      |                      |                      |                      |
| Copa Libertadores                            | 2x                   | 2020, 2021           |                      |                      |
| Recopa Sudamericana                          | 1x                   | 2022                 |                      |                      |
| Kampioen Série A                             | 1x                   | 2022                 |                      |                      |
| Copa do Brasil                               | 1x                   | 2020                 |                      |                      |
| Supercopa do Brasil                          | 1x                   | 2023                 |                      |                      |